# 忻定县
忻定县是中国旧县名。曾两度设置，现已被废止。
位于中华人民共和国山西省晋北区的一个小盆地，其总面积为2684平方公里，耕地面积142万亩，人口40万，县境大约相当于今忻府区（旧称忻县）和定襄县之和。
1944年10月至1945年11月，中国共产党晋绥边区六专署将东忻县与定襄县合并，定名忻定县。1945年11月，忻定县重新拆分为东忻县与定襄县。中华人民共和国建立后的1958年12月1日至1961年8月间，二度设置。1958年12月1日，忻县和定襄县合并为忻定县。1961年8月，撤销忻定县，重新设立忻县、定襄县。